# دستگاه صوری
دستگاه صوری یا نظام صوری (به انگلیسی: Formal system) در منطق صوری عبارت از یک زبان صوری به علاوهٔ مجموعه‌ای از قواعد استنباط و اصول موضوع است.

## مفاهیم
یک دستگاه صوری شامل موارد زیر است:

این نمودار نهادهای نحوی را نشان می‌دهد که ممکن است از زبان‌های رسمی ساخته شوند. نمادها و رشته‌های نمادها به طور کلی به دو دسته «بی‌معنا» و «فرمول‌های خوش‌ساخت» تقسیم می‌شوند. یک زبان رسمی را می‌توان معادل مجموعه‌ای از فرمول‌های خوش‌ساخت آن در نظر گرفت که به طور کلی به دو دسته «قضایا» و «غیرقضایا» تقسیم می‌شوند.

- زبان رسمی: مجموعه‌ای از فرمول‌های خوش‌ساخت که از رشته‌هایی از نمادهای یک الفبا تشکیل شده‌اند و توسط یک دستور زبان رسمی (شامل قواعد تولید یا قواعد ساختار) ساخته می‌شوند.
- سیستم استنتاج، دستگاه استنتاج، یا سیستم اثبات: شامل قواعد استنتاج است که با استفاده از اصول موضوعه، قضایا را استنتاج می‌کنند؛ هر دو (اصول موضوعه و قضایا) بخشی از زبان رسمی هستند.
- سیستم رسمی بازگشتی یا شمارش‌پذیر بازگشتی: سیستمی که مجموعه اصول موضوعه و مجموعه قواعد استنتاج آن، مجموعه‌های تصمیم‌پذیر یا نیمه‌تصمیم‌پذیر هستند.

دستگاه صوری اگر که مجموعه اصول موضوعه و مجموعه قواعد استنتاج آن به ترتیب مجموعه‌های تصمیم‌پذیر یا نیمه‌تصمیم‌پذیر باشند به آن بازگشتی (یعنی مؤثر) نامیده می‌شود .